# فریما اگیمن
فریما اگیمن (به انگلیسی: Freema Agyeman) ، یک بازیگر انگلیسی است که بیشتر بخاطر بازی در نقش "مارتا جونز" در سریال دکتر هو شهرت دارد.

## اوایل زندگی
فریما اگیمن در ۲۰ مارس ۱۹۷۹ لندن ، از یک مادر آذری ایرانی به نام آذر و پدری غنایی به نام اوسی زاده شد.

او یک خواهر بزرگتر به نام لیلا و یک برادر کوچکتر به نام دومنیک دارد.

وی بر روی بازوی خود کلمه فارسی "رها" را خالکوبی کرده است.